# I-mode

i-mode服务的标志

i-mode（日语：iモード）是日本电信公司NTT DOCOMO提供的一項服務。用戶只要使用i-mode對應機種的手機，就可以收發電子郵件并瀏覽網站。這項服務是手機上網服務的先驅，服務開始之後其他通信企業也開始提供類似服務。2019年，NTT DOCOMO宣布自当年9月30日起将不再接受i-mode的新服务申请，随后这项服务将于2026年3月31日随FOMA一同终止。

## 概要
「i-mode」的『i』意為交互（interactive）·資訊（information）·互聯網（internet）的首字母『i』，以及英語中有「我」之意的單詞『i』。

## 經緯
i-mode是由當時NTT DOCOMO的職工松永真理、夏野剛、榎啓一等人提案的，是日本獨特的互聯網商業模式。
1999年2月i-mode服務開始同時，DOCOMO也開始提供網上銀行、手機桌面、來電鈴聲等收費服務。
i-mode開始服務時只有高端機型手機才搭載這一功能，而目前幾乎所有的DOCOMO銷售的智能手機以外的手機機型均是i-mode對應機型。
2006年1月，吉尼斯世界紀錄認證i-mode是世界最大的無線網絡訪問方式（登錄者数45,687,117人）。

## 日本国外戰略

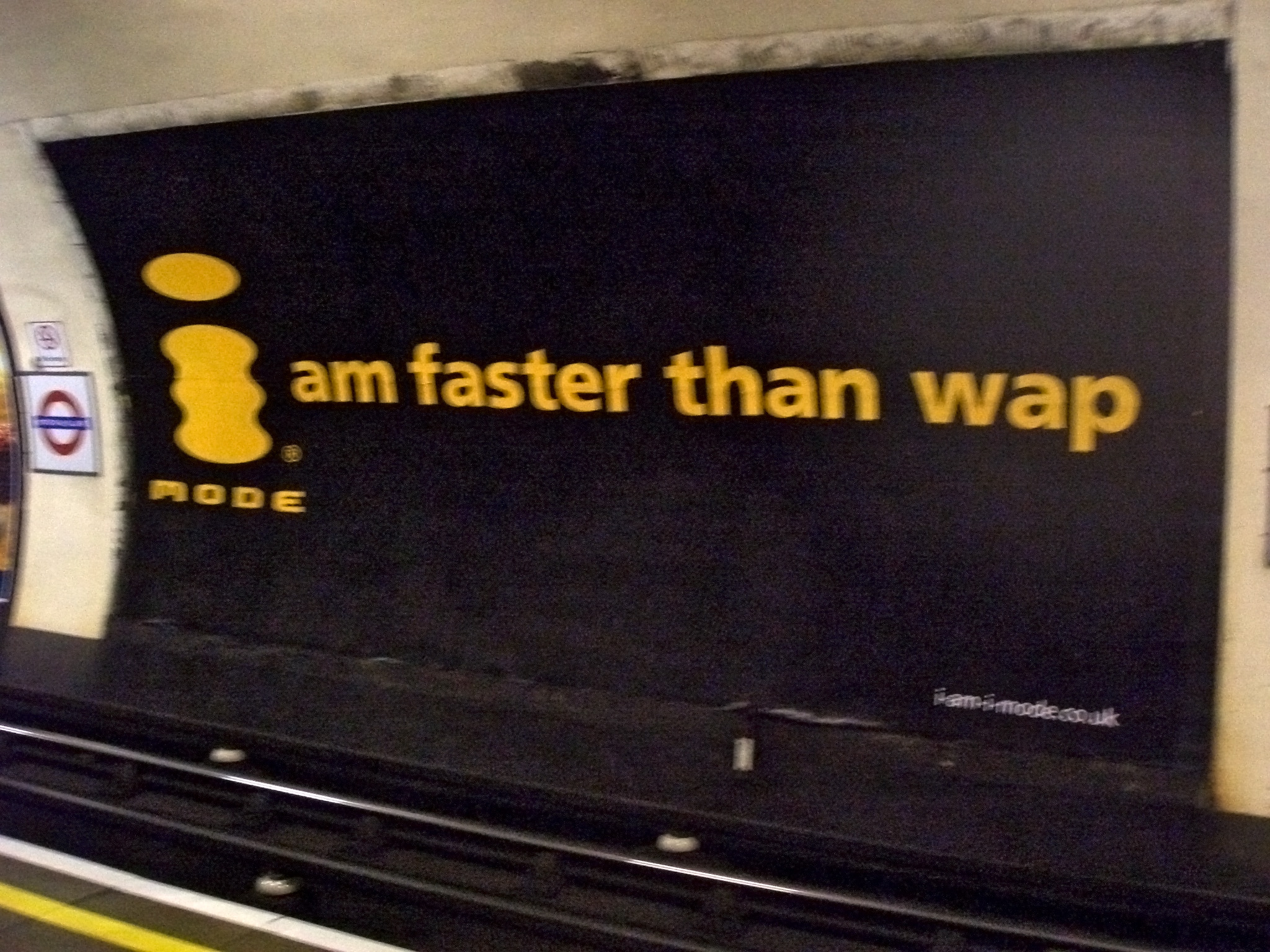
倫敦地鐵的i-mode廣告

2002年開始，DOCOMO開始提供i-mode的技術給海外各國移動通訊企業。
臺灣方面，2002年6月20日，和信電訊宣布取得DOCOMO授權推出i-mode。

## 功能
- 瀏覽器（有些可使用與電腦相同的瀏覽器）
- i應用
  - 電子書籍
  - 手機漫畫
- i motion
- 收發電子郵件
- i channel

## sp mode
sp mode是DOCOMO自2010年9月1日開始提供的服務。其目的是在智能手機上也能使用i-mode的郵箱。

## 使用企業
- NTT DOCOMO - 日本（2019年9月30日後停止辦理新申請業務，預計2026年隨FOMA停止服務）
- 和信電訊、遠傳電信 - 台灣（停止服務）
- 布依格電訊 - 法國
- Telefónica - 西班牙（停止服務）
- WIND - 意大利（停止服務）
- COSMOTE - 希臘、羅馬尼亞（停止服務）
- Telstra - 澳大利亞（停止服務）
- O2 plc - 英國、愛爾蘭、德國（停止服務）
- KPN - 荷蘭（停止服務）
- MTS - 俄羅斯（停止服務）
- 3 - 香港（停止服務）

## 外部連結
- iモード | サービス・機能 | NTTドコモ（页面存档备份，存于）